# 1085

## Починали
- 25 май – Григорий VII, римски папа